# Gonodontis rajaca
Gonodontis rajaca är en fjärilsart som beskrevs av Walker 1860. Gonodontis rajaca ingår i släktet Gonodontis och familjen mätare. Inga underarter finns listade i Catalogue of Life.